# Чрниче
Чрниче (словен. Črniče) — поселення в долині річки Віпава в общині Айдовщина. Висота над рівнем моря: 192,8 м.